# Марко Ћириловић
Марко Ћириловић (Новаци код Уба, 1883 — Битољ, 1916), земљорадник и учесник два Балканска рата, као и Првог светског рата. Носилац је Сребрног војничког ордена Карађорђеве звезде са мачевима, Албанске споменице и многих других споменица и одликовања.

## Биографија
Марко Ћириловић рођен је у селу Новаци код Уба, 1883. године. Потиче из угледне сеоске породице која се у првој поливини XVIII века доселила из Дрлача код Љубовије. Марков отац Јован (1883-1904) био је познати економ, старешина велике породичне задруге, дугогодишњи председник новачке општине и народни посланик, а мајка Миљана, рођена Митровић, домаћица. Отац му се женио два пута и имао четрнаесторо деце. Марко је завршио основну школу и бавио се пољопривредом на модеран начин.

### Ратно искуство
Марко је благовремено регулисао војну обавезу и стекао елементарна знања о употреби оружја у ратовању. Зато и није могао одолети позиву за мобилизацију иако је тек формирао сопствену породицу и почео да стиче децу. Био је борац I ескадрона II коњичког пука „Цар Душан“ и уче-
ствовао у многим борбама оба балканска и Првом светском рату. Ратовао је у борбама на Дрини и Колубари, а прошао је и албанска беспућа. Стигао је и на Солунски фронт и кренуо у освајање Кајмакчалана. Чим је чуо за погибију брата Милорада узјахао је своју кобилу Зеку и са групом ратних другова, похитао ка противничким положајима у намери да брата освети. Очевици тврде да је храбро и нештедимице улетао у противничке ровове и убио више њихових војника. У том изненадном и неравноправном окршају и сам је пао смртно рањен, на положају код Битоља 1916. године.
За тај и неке раније подвиге одликован је Сребрним војничким орденом Карађорђеве звезде са мачевима. Имао је још нека одликовања и друга признања али она нису сачувана, па ни идентификована. Занимљиво је да је у том жестоком окршају на више места била рањена и његова кобила Зека. Међутим, успела је да се повуче са ратног попришта и врати на положаје наше војске. Захваљујући ветеринарској помоћи и нези Маркових ратних другова потпуно се опоравила и преживела Први светски рат. По ослобођењу чак се сама вратила у Новаке и не само да је наставила да верно служи својим домаћинима већ им је и младунце даривала.
У браку са Зорком, званом Христом Панић из мионичког села Вировац изродили су две кћери и једног сина. Олга је била удата за Бранка Томића из Великог Поља код Обреновца. Јула је била удата за Милоја Косанића из Стубленице код Уба, који је након Другог светског рата живео у Канади. Син Светозар Тоза Ћириловић (1908-1973) завршио је основну школу и два разреда гимназије и бавио се пољопривредом у Новацима.